# 矛齒魚
矛齒魚（學名Enchodus），又名恩齊德魚，是一屬已滅絕的硬骨魚。它們全盛於白堊紀，屬於細小至中等的魚類。它們最著名的特徵是在上下顎及齶骨的前端有很大的獠牙，故其俗名為「劍齒鯡」。從這些獠牙，加上它們長而光滑的身體及很大的眼睛，推斷它們是掠食者。
矛齒魚下已知最大的物種是E. petrosus，這個物種遍佈尼奥布拉拉白堊層（Niobrara Chalk）、Mooreville白堊層、皮埃爾泥板岩（Pierre Shale）及其他在西部內陸海道及密西西比灣地層。較大標本的獠牙長約6厘米，而身體卻只有1.5米，故其外觀有點像深海的鮟鱇魚及毒蛇魚。其他的物種較細小，只有約幾厘米長。
矛齒魚的遺骸常被发现于一些大型掠食者的胃部，如鯊魚、其他硬骨魚、滄龍科、蛇頸龍亞目及潛水鳥等。
矛齒魚的化石分佈在北美洲、非洲、歐洲及亞洲西南部。在北美洲的肯薩斯州、內布拉斯加州、科羅拉多州、阿拉巴馬州、密西西比州、喬治亞州、田納西州、懷俄明州、德克薩斯州、加利福尼亞州及紐澤西州都有發現它們的化石。

## 外部連結
- Enchodontidae （页面存档备份，存于）